# Gemma Spofforth
Gemma Spofforth ( Shoreham-by-Sea, Engeland, 17 november 1987 ) is een Britse zwemster. Ze vertegenwoordigde haar vaderland op de Olympische Zomerspelen 2008 in Peking. Op de langebaan is Spofforth houdster van het wereldrecord op de 100 meter rugslag.

## Zwemcarrière
Bij haar internationale debuut, op de Europese kampioenschappen kortebaanzwemmen 2003 in Dublin, strandde Spofforth in de series van de 50 en de 100 meter rugslag. Op de Europese kampioenschappen kortebaanzwemmen 2004 in de Oostenrijkse hoofdstad Wenen veroverde de Britse de bronzen medaille op de 200 meter rugslag. In Montreal nam Spofforth deel aan de wereldkampioenschappen zwemmen 2005, op dit toernooi werd ze uitgeschakeld in de series.
Nadat Spofforth door pancreatitis in 2006 en 2007 niet aan internationale toernooien kon deelnemen plaatste ze zich tijdens de Britse kampioenschappen zwemmen 2008 voor de Olympische Zomerspelen van 2008, op de 100 en 200 meter rugslag en de 4x100 meter wisselslag. In Peking eindigde de Britse als vierde op de 100 meter rugslag, in een Europese recordtijd, en op de 200 meter rugslag strandde ze in de halve finales. Samen met Kate Haywood, Jemma Lowe en Francesca Halsall eindigde ze als vierde op de 4x100 meter wisselslag, het kwartet verbeterde tevens het Europees record en als startzwemster verbeterde Spofforth het Europees record op de 100 meter rugslag.

### 2009-heden
Tijdens de wereldkampioenschappen zwemmen 2009 in Rome veroverde Spofforth de wereldtitel op de 100 meter rugslag en eindigde ze als vierde op de 200 meter rugslag, op de 50 meter rugslag werd ze uitgeschakeld in de halve finales. Op de 4x100 meter wisselslag eindigde ze samen met Lowri Tynan, Ellen Gandy en Francesca Halsall op de vierde plaats.
Op de Europese kampioenschappen zwemmen 2010 in Boedapest sleepte de Britse de Europese titel in de wacht op de 100 meter rugslag en mocht ze het zilver in ontvangst nemen op de 200 meter rugslag, samen met Kate Haywood, Francesca Halsall en Amy Smith legde ze beslag op de Europese titel op de 4x100 meter wisselslag. In Delhi nam Spofforth deel aan de Gemenebestspelen 2010. Op dit toernooi veroverde ze de zilveren medaille op zowel de 50 als de 100 meter rugslag, op de 200 meter rugslag eindigde ze op de vijfde plaats. Op de 4x100 meter wisselslag sleepte ze samen met Kate Haywood, Ellen Gandy en Francesca Halsall de zilveren medaille in de wacht.
Tijdens de wereldkampioenschappen zwemmen 2011 in Shanghai strandde de Britse in de halve finales van de 50 meter rugslag en in de series van de 100 meter rugslag. Op de Olympische Zomerspelen van 2012 in Londen werd Spofforth samen met Francesca Halsall, Siobhan-Marie O'Connor en Ellen Gandy achtste in de finale van de 4x100 meter wisselslag. Op de individuele 100 meter rugslag zwom Spofforth naar een vijfde stek.

## Internationale toernooien
| Jaar | Olympische Spelen                                    | WK langebaan                                                            | WK kortebaan  | EK langebaan                                    | EK kortebaan                     | Gemenebestspelen                                                 |
| ---- | ---------------------------------------------------- | ----------------------------------------------------------------------- | ------------- | ----------------------------------------------- | -------------------------------- | ---------------------------------------------------------------- |
| 2003 |                                                      | geen deelname                                                           |               |                                                 | 18e 50m rugslag 17e 100m rugslag |                                                                  |
| 2004 | geen deelname                                        |                                                                         | geen deelname | geen deelname                                   | 200m rugslag                     |                                                                  |
| 2005 |                                                      | 33e 100m rugslag                                                        |               |                                                 | geen deelname                    |                                                                  |
| 2006 |                                                      |                                                                         | geen deelname | geen deelname                                   | geen deelname                    | geen deelname                                                    |
| 2007 |                                                      | geen deelname                                                           |               |                                                 | geen deelname                    |                                                                  |
| 2008 | 4e 100m rugslag 9e 200m rugslag 4e 4x100m wisselslag |                                                                         | geen deelname | geen deelname                                   | geen deelname                    |                                                                  |
| 2009 |                                                      | 13e 50m rugslag · 100m rugslag · 4e 200m rugslag · 4e 4x100m wisselslag |               |                                                 | geen deelname                    |                                                                  |
| 2010 |                                                      |                                                                         | geen deelname | 100m rugslag · 200m rugslag · 4x100m wisselslag | geen deelname                    | 50m rugslag · 100m rugslag · 5e 200m rugslag · 4x100m wisselslag |
| 2011 |                                                      | 13e 50m rugslag 23e 100m rugslag                                        |               |                                                 | geen deelname                    |                                                                  |
| 2012 | 8e 4x100m wisselslag 5e 100m rugslag                 |                                                                         | geen deelname | geen deelname                                   | geen deelname                    |                                                                  |
| 2013 |                                                      | geen deelname                                                           |               |                                                 | 12-15 december                   |                                                                  |

## Persoonlijke records
Bijgewerkt tot en met 30 augustus 2013

### Kortebaan
| Afstand      | Tijd    | Datum            | Plaats     |
| ------------ | ------- | ---------------- | ---------- |
| 50m rugslag  | 28,71   | 13 december 2003 | Dublin     |
| 100m rugslag | 57,62   | 19 december 2009 | Manchester |
| 200m rugslag | 2.04,95 | 18 december 2009 | Manchester |

### Langebaan
| Afstand      | Tijd    | Datum           | Plaats |
| ------------ | ------- | --------------- | ------ |
| 50m rugslag  | 27,92   | 29 juli 2009    | Rome   |
| 100m rugslag | 58,12   | 28 juli 2009    | Rome   |
| 200m rugslag | 2.06,66 | 1 augustus 2009 | Rome   |